# Comuna Amărăștii de Jos, Dolj
Amărăștii de Jos este o comună în județul Dolj, Oltenia, România, formată din satele Amărăștii de Jos (reședința), Ocolna și Prapor. Este situată la aproximativ 60 km sud de orașul Craiova, în câmpia Romanaților, la granița cu județul Olt. Denumirea localității provine probabil de la familia boierului Amărăscu, pe domeniul căruia s-a întemeiat satul.
La origini a existat un singur sat care însă din motive necunoscute s-a scindat în două sate Amărăștii de Jos și Amărăștii de Sus. În localitatea Amărăștii de Jos există o biserică a cărei vechime este atestată ca fiind din timpul domniei lui Mihai Viteazul.

## Demografie
Componența etnică a comunei Amărăștii de Jos
     Români (60,48%)
     Romi (31,2%)
     Alte etnii (0%)
     Necunoscută (8,32%)
Componența confesională a comunei Amărăștii de Jos
     Ortodocși (90,02%)
     Creștini după evanghelie (1,11%)
     Alte religii (0,25%)
     Necunoscută (8,61%)
Conform recensământului efectuat în 2021, populația comunei Amărăștii de Jos se ridică la 5.132 de locuitori, în scădere față de recensământul anterior din 2011, când fuseseră înregistrați 5.520 de locuitori. Majoritatea locuitorilor sunt români (60,48%), cu o minoritate de romi (31,2%), iar pentru 8,32% nu se cunoaște apartenența etnică. Din punct de vedere confesional, majoritatea locuitorilor sunt ortodocși (90,02%), cu o minoritate de creștini după evanghelie (1,11%), iar pentru 8,61% nu se cunoaște apartenența confesională.

## Politică și administrație
Comuna Amărăștii de Jos este administrată de un primar și un consiliu local compus din 15 consilieri. Primarul, Constantin Dinu[*], de la Partidul Social Democrat, este în funcție din octombrie 2020. Începând cu alegerile locale din 2024, consiliul local are următoarea componență pe partide politice:
|  | Partid                          | Consilieri | Componența Consiliului | Componența Consiliului | Componența Consiliului | Componența Consiliului | Componența Consiliului | Componența Consiliului | Componența Consiliului |
|  | ------------------------------- | ---------- | ---------------------- | ---------------------- | ---------------------- | ---------------------- | ---------------------- | ---------------------- | ---------------------- |
|  | Partidul Social Democrat        | 7          |                        |                        |                        |                        |                        |                        |                        |
|  | Partidul Național Liberal       | 4          |                        |                        |                        |                        |                        |                        |                        |
|  | Alianța pentru Unirea Românilor | 2          |                        |                        |                        |                        |                        |                        |                        |
|  | Partida Romilor „Pro Europa”    | 2          |                        |                        |                        |                        |                        |                        |                        |

## Imagini

Supermagazin
Fântână arteziană
Imagine din centrul comunei
Fotbal amator in Amărăști
Drum din sat
O floare